# Житар Павло Миколайович
Павло́ Микола́йович Жи́тар — старший сержант Збройних сил України, учасник російсько-української війни.
Командир танкового взводу, 17-та танкова бригада. Завдяки вмілим діям Павла Житаря та його підлеглих 28 жовтня 2014-го відбито наступ незаконного збройного формування, ліквідовано зенітну установку, чим створено сприятливі умови, щоб зайняти блокпост терористів.

## Нагороди
За особисту мужність, сумлінне та бездоганне служіння Українському народові, зразкове виконання військового обов'язку відзначений — нагороджений
- 10 жовтня 2015 року — орденом «За мужність» III ступеня.